# 全球人寿
25°02′57.7″N 121°34′44.4″E / 25.049361°N 121.579000°E

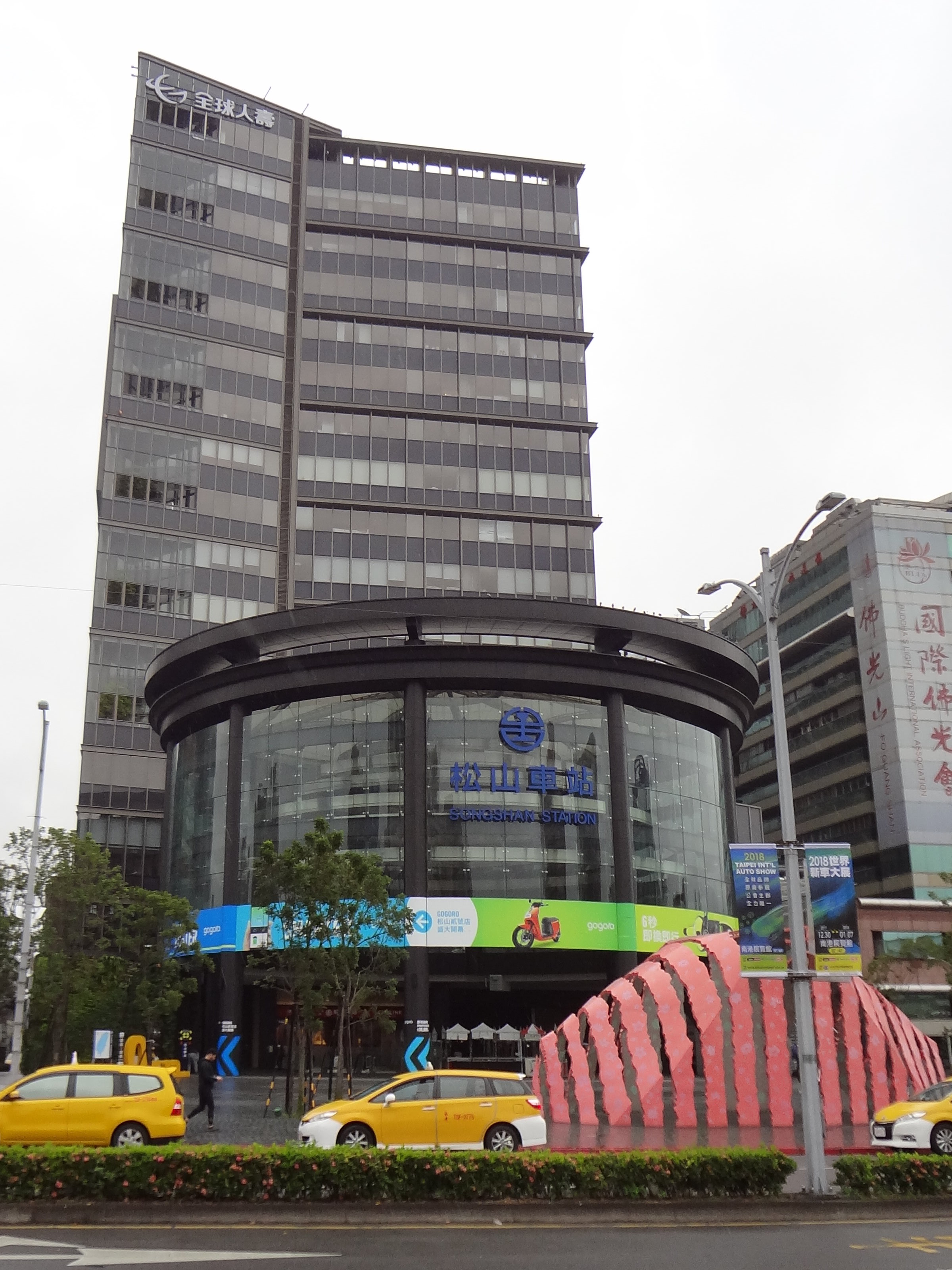
全球人壽總部位於潤泰松山車站大樓B棟

全球人壽保險股份有限公司（簡稱全球人壽）（TransGlobe Life Insurance Inc.）是一家總部設於中華民國臺灣臺北市的人壽保險公司

## 沿革

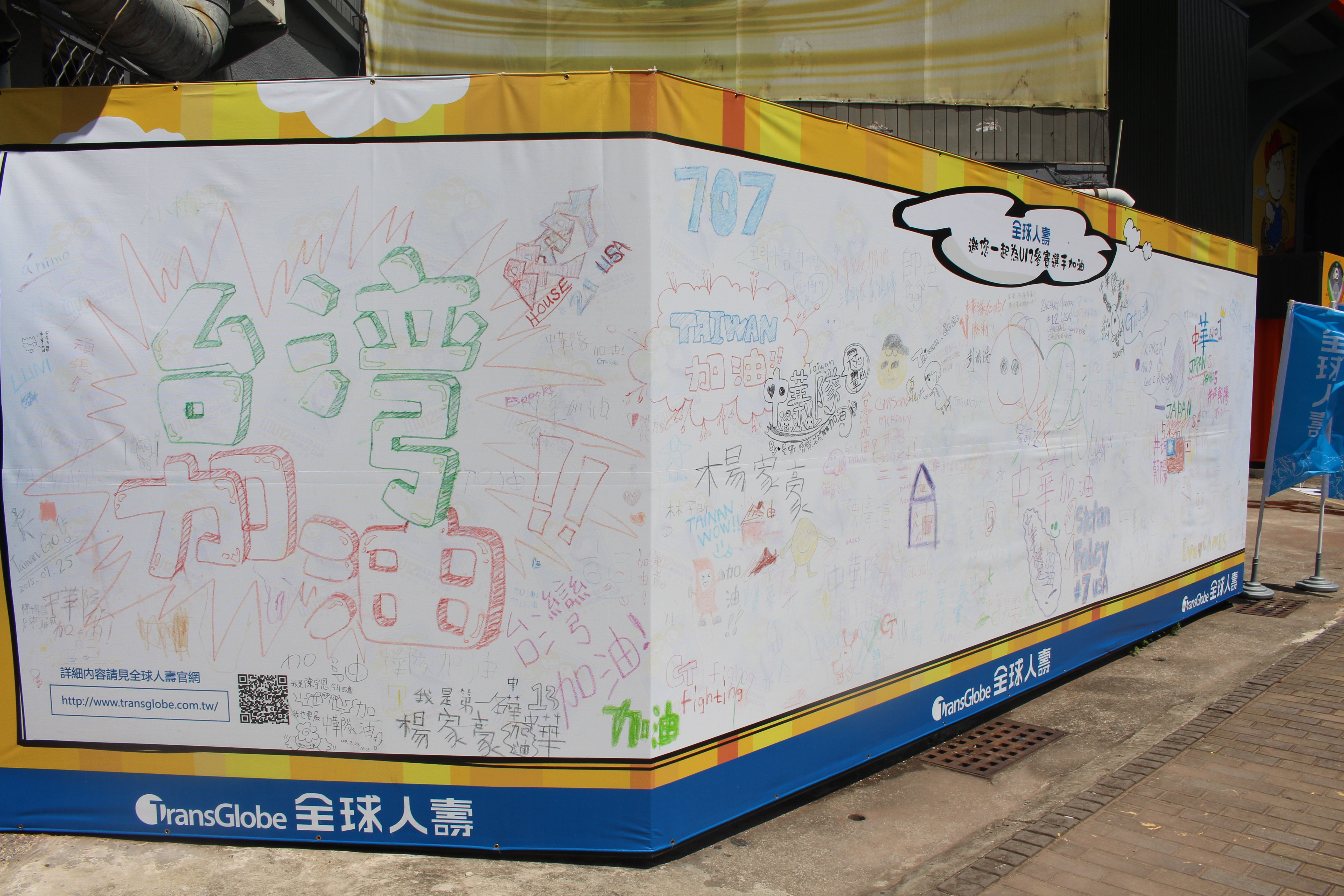
全球人壽贊助2015年第三屆12U世界盃棒球賽臺南市立棒球場場外塗鴉牆

全球人壽於1994年正式營運，原是全球保險集團（AEGON）之台灣子公司，使用全球保險集團之英文品牌「Aegon Life」（2015年改為「TransGlobe Life」），並陸續於1998年至2001年間併購美國家庭人壽（Aflac）、全美人壽（Transamerica Life）、安盛國衛人壽在臺所有保戶及相關業務。
1998年，全球人壽概括承受美國家庭人壽在臺所有保戶，為台灣壽險業首宗概括承受案。2001年，全球人壽宣布概括承受安盛國衛人壽在台保戶及相關業務。
2009年4月22日，全球人壽召開記者會宣布，美孚建設董事長彭誠浩及台灣玻璃總經理林伯豐等集資組成的中瑋一公司以新臺幣30億元買下全球人壽100%股權；由於交易過程是中瑋一公司直接赴荷蘭與全球保險集團總部洽談，全球人壽董事長劉先覺表示，他也是在記者會前不到2小時才收到相關訊息；林伯豐說，交易資金來自台玻林玉嘉家族自有資金、與台玻無關，未來全球人壽經營權由美孚建設主導。

### 由中瑋一公司收購
2009年8月31日，全球人壽召開記者會宣布，全球保險集團所持有的全球人壽100%股權讓予中瑋一公司案已經完成股權交割，全球人壽正式轉型為台灣本土壽險公司。

### 標下國華人壽
2012年11月27日，全球人壽以賠付新臺幣883億6,800萬元自保險安定基金手中標下國華人壽，概括承受國華人壽全體保戶及業務，成為台灣前七大壽險公司。2013年3月30日，全球人壽、保險安定基金與國華人壽完成國華人壽標售案交割程序，國華人壽全體保戶成為全球人壽保戶。
2015年10月12日，全球人壽總部自臺北市中山區建國北路二段238號15樓（美孚建北全球總部大樓）搬到臺北市信義區市民大道六段288號16樓，是潤泰松山車站大樓B棟使用最多辦公樓層（4樓、11至17樓）的公司。
2017年4月19日，全球人壽發表新版企業識別標誌，邀請演員楊謹華、演員傅雷與導演鄧勇星拍攝品牌形象影片《手心的白饅頭》，也宣布楊謹華、傅雷為品牌大使。
2020年6月29日，全球人壽擠下新光人壽，標得財政部國有財產署主辦之國防部國泰營區土地70年地上權案。
2021年，台北希望廣場原址改建之全球人壽希望園區完工。
2022年11月25日，全球人壽董事長彭騰德主持「全球人壽企業總部」新建工程開工動土典禮，基地位於國泰營區土地，開發總面積約2.4萬坪，預計2026年完工。

## 行銷通路
全球人壽之行銷通路包含直營業務通路、銀行保險通路、保險經紀人／代理人通路及團體保險通路等多元化行銷通路。

## 其它商辦大樓
- 全球人壽中和商業大樓
- 全球人壽民權大樓[9][10]

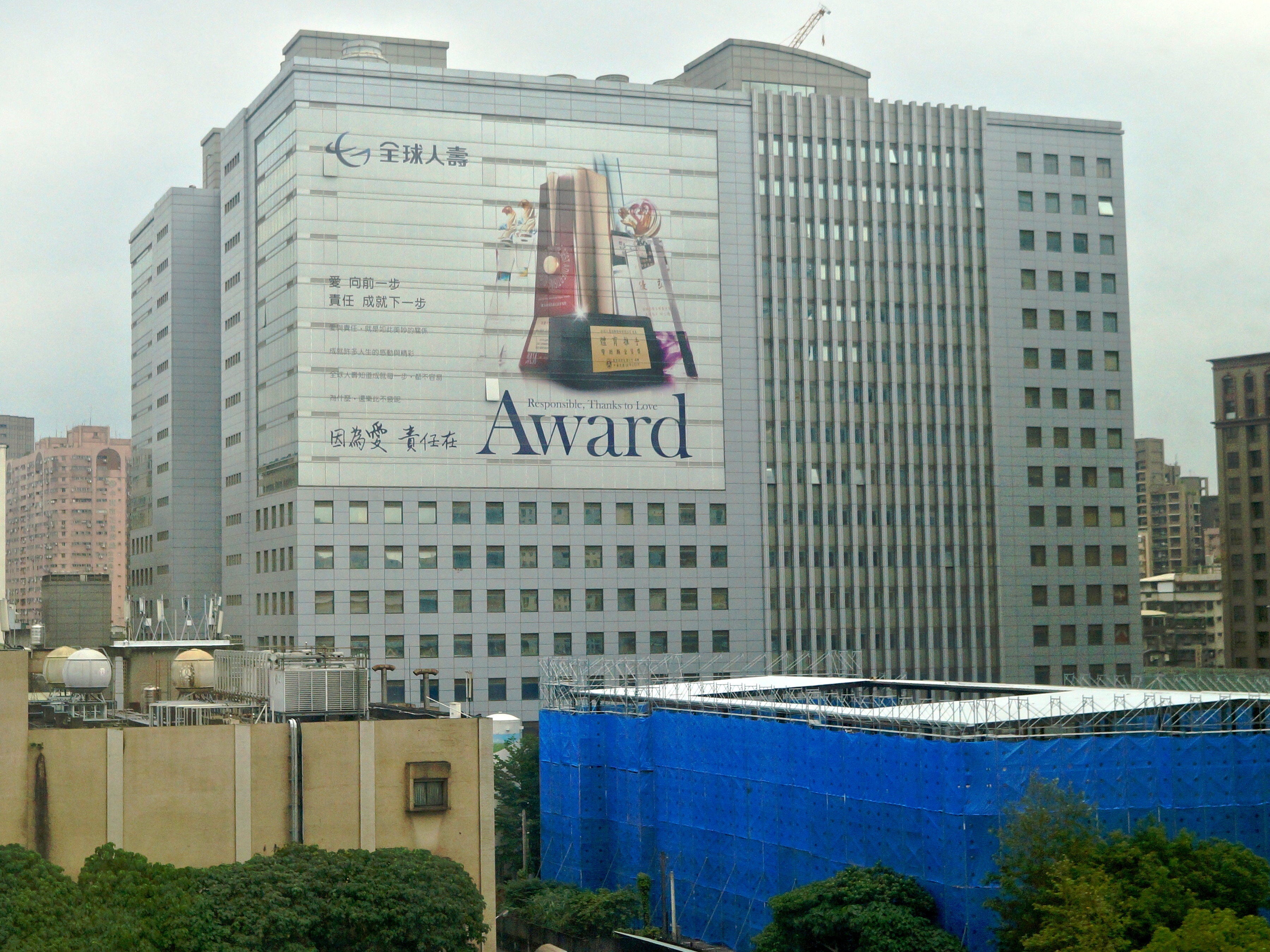
全球人壽中和商業大樓

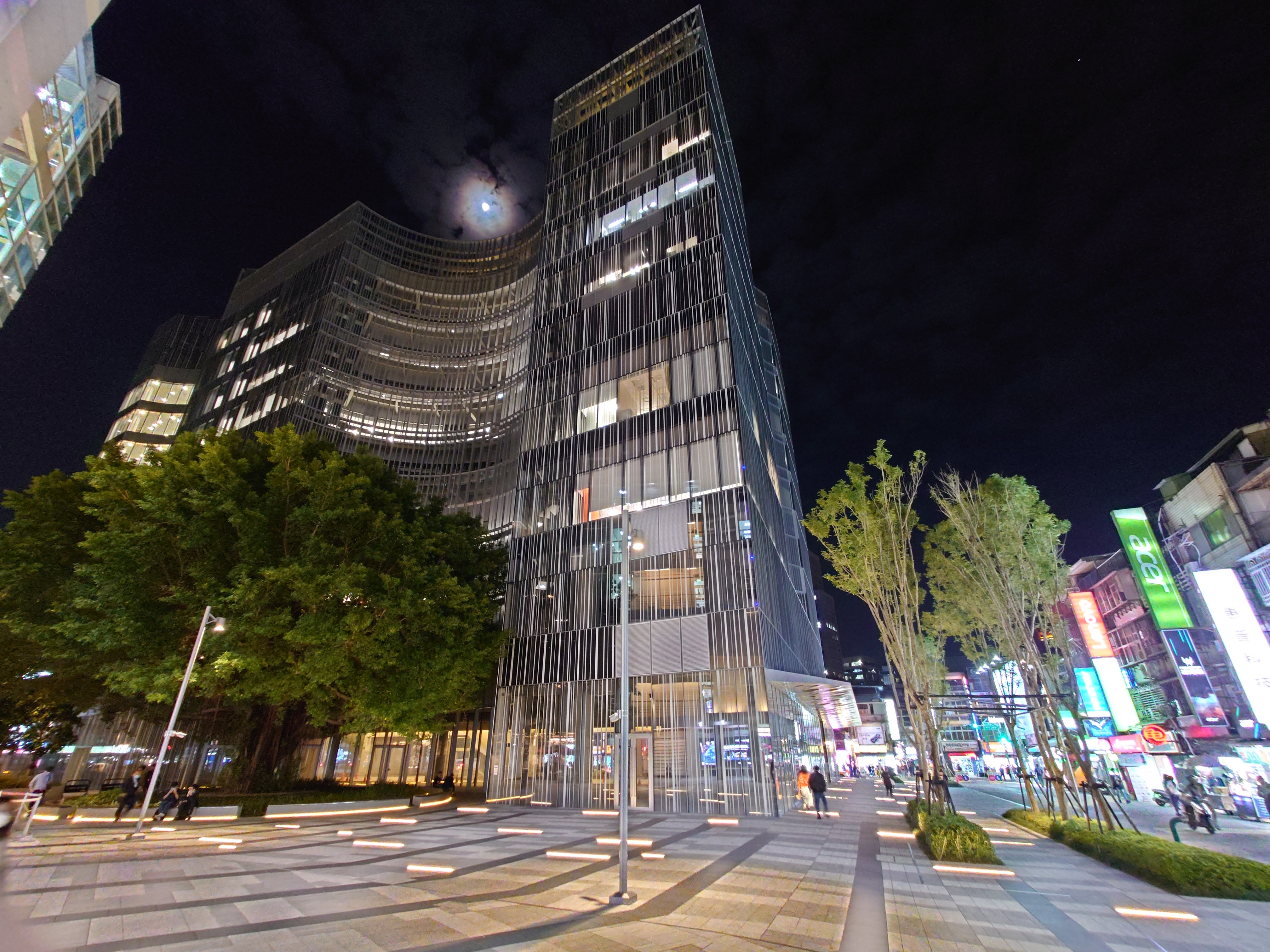
全球人壽希望園區

- 全球人壽信義大樓（原「台灣農林台北大樓」）[11]
- 全球人壽希望園區[12]

## 相關企業
- 秋雨創新
- 瑞聯全球證券投資顧問
- 美孚建設
- 美孚營造工程
- 美孚設備工程
- 全球國際保險代理人

## 品牌大使
- 2017年 楊謹華+傅雷
- 2019年 范瑋琪
- 2021年 八三夭

## 外部連結
- （繁體中文） 全球人壽 （页面存档备份，存于）